# خروستنیتسه
خروستنیتسه (به چکی: Chrustenice) یک منطقهٔ مسکونی در جمهوری چک است که در ناحیه بروون واقع شده‌است. خروستنیتسه ۶٫۷۳ کیلومتر مربع مساحت و ۸۰۹ نفر جمعیت دارد و ۲۷۵ متر بالاتر از سطح دریا واقع شده‌است.